# Кацурен (полуостров)
Кацурен (яп. 勝連半島 кацурен-ханто:), также Йокацу  (яп. 与勝半島 ёкацу-ханто:) — полуостров на острове Окинава в Японии (префектура Окинава). Омывается водами залива Тихого океана и разделяет заливы Кин-ван (Гиму-ван) и Накагусуку-ван. Длина полуострова составляет 8 км, ширина — 2,5 км.

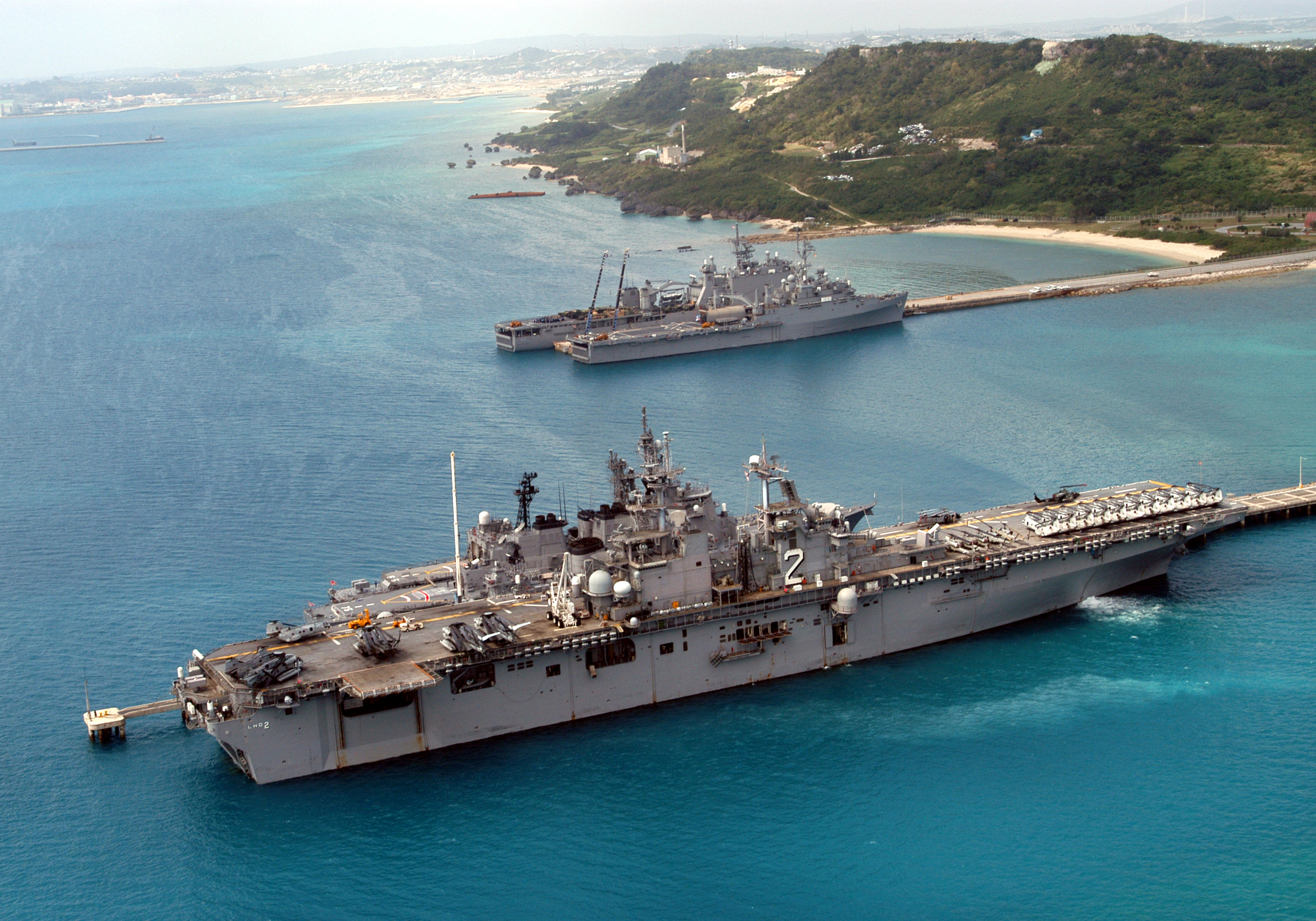
Военно-морская база Уайт-Бич

Административно принадлежит городу Урума. Связан трассой Кайтю (яп. 海中道路) с островом Хендза. На полуострове расположены руины замка Кацурэн, включённый в список всемирного наследия ЮНЕСКО.
Южный берег полуострова, омываемый водами залива Накагусуку, обрывистый, северный более пологий. На Кацурен добывают травертин, используемый в строительстве. На юго-восточной оконечности находится возвышенность, сложенная рюкюским известняком, вдоль южного берега тянутся скалы высотой около 100 м.
На южной оконечности полуострова расположена американская военно-морская база Уайт-Бич (англ. White Beach Naval Facility), построенная в 1945 году. На территории базы расположены старые окинавские могилы, к которым допускают местных жителей.